# كأس المثابرة 2000
وهي خامس بطولة كأس السوبر في العراق والتي تقام بين بطل بطولة الدوري وبطولة الكأس.
وفاز بلقب هذه البطولة للمرة الثالثة على التوالي نادي الزوراء (بطل الكأس والدوري) بعد فوزه على نادي القوة الجوية (وصيف بطولتي الدوري والكأس) (1-0).
أقيمت المباراة يوم 12 ديسمبر 2000، سجل المباراة الوحيد اللاعب عصام حمد.

## المصدر
- نتائج كأس المثابرة 2000-01